# Scinax rostratus
Scinax rostratus är en groddjursart som först beskrevs av Peters 1863.  Scinax rostratus ingår i släktet Scinax och familjen lövgrodor. IUCN kategoriserar arten globalt som livskraftig. Inga underarter finns listade i Catalogue of Life.